# Leopard 2
Leopard 2 este un tanc principal de luptă dezvoltat de Krauss-Maffei la începutul anilor 1970 pentru Bundeswehr. Tancul a intrat în dotarea armatei germane în anul 1979, înlocuind modelul Leopard 1 în cadrul armatei germane. Mai multe versiuni au fost folosite de Germania și alte 12 țări europene, precum și unele țări din afara continentului. Peste 3480 de tancuri au fost fabricate. Leopard 2 a fost utilizat în Războiul din Kosovo de Germania și în Războiul din Afghanistan de către Canada și Danemarca, membre ale International Security Assistance Force.
Dezvoltările ulterioare ale tancului se împart în două serii: primele loturi, de la modelul original până la varianta 2A4, dotate cu blindaj vertical la turelă, și variantele mai noi, de la 2A5 până 2A7+, dotate cu blindaj ascuțit la turelă (suplimentar, fixat prin placare) și alte îmbunătățiri. Toate variantele sunt echipate cu sisteme de conducere a focului digitale (cu telemetre laser), sisteme de stabilizare a tunului și a mitralierei coaxiale, precum și sisteme de ochire și de vedere pe timp de noapte avansate (primele modele erau echipate cu intensificatori de imagine, camerele de termoviziune au fost introduse ulterior). Tancul poate trage din mers, pe teren frământat, asupra țintelor aflate în mișcare.